# Festiwal Kultury Polskiej w Luksemburgu
Festiwal Kultury Polskiej w Luksemburgu – kilkudniowe wydarzenie kulturalne organizowane w Luksemburgu od 2008 roku pod patronatem Ambasady Rzeczypospolitej Polskiej w Luksemburgu.
Impreza, której pomysłodawcą i organizatorem jest stowarzyszenie polska.lu asbl, ma na celu promocję muzyki i sztuki artystów z Polski.

## I edycja (2008)
Pierwsza edycja festiwalu odbyła się w dniach 16–28 września 2008 roku w luksemburskim Abbaye de Neumünster (z kilkoma atrakcjami w mieście Vianden) pod hasłem Plus dla Kultury. W ramach wydarzenia przygotowano wystawy oraz koncerty muzyczne, w tym m.in. zespołu Kapela ze Wsi Warszawa zamykającego festiwal.

## II edycja (2010)
Druga edycja festiwalu została zorganizowana w dniach 17 września–7 października 2010 roku w Abbaye de Neumünster i Vianden. Festiwal odbył się pod hasłem Wokół Chopina mającym uczcić 200-lecie urodzin polskiego kompozytora. W trakcie całego wydarzenia przygotowano wystawy tematyczne, koncerty oraz zaprezentowano filmy związane z muzyką Chopina, w tym m.in. Chopin. Pragnienie miłości. W trakcie festiwalu swoje koncerty zagrały m.in. Anna Serafińska, Andrzej Jagodziński i Lora Szafran.

## III edycja (2013)
Trzecia edycja festiwalu odbyła się w dniach 11-27 kwietnia 2013 roku w luksemburskim Abbaye de Neumunster i w Ancien Cinéma w Vianden. Hasłem przewodnim wydarzenia był slogan Polska-Luksemburg: Kultura natrafia na kulturę. Dyrektorem artystycznym imprezy został Marcin Wierzbicki. W trakcie kilkudniowego festiwalu przygotowano wiele koncertów muzycznych, od wspólnych występów artystów polskich i luksemburskich, poprzez wykonywanie przez muzyków luksemburskich utworów polskich (i odwrotnie) oraz działania luksemburskie poświęcone kulturze polskiej (a także odwrotnie – polskie, poświęcone kulturze luksemburskiej).

## IV edycja (2015)
Czwarta edycja festiwalu została zorganizowana w dniach 12 czerwca–5 lipca 2015 roku w Abbaye de Neumünster oraz Vianden. Podczas wydarzenia przygotowano m.in. warsztaty fotograficzne i komiksowe, a także koncerty muzyczne, w tym m.in. występ Magdy Piskorczyk i Grzegorza Turnaua.